# Tenaturris
Tenaturris is een geslacht van weekdieren uit de klasse van de Gastropoda (slakken).

## Soorten
- Tenaturris bartlettii (Dall, 1889)
- Tenaturris concinna (C. B. Adams, 1852)
- Tenaturris decora (E. A. Smith, 1882)
- Tenaturris dysoni (Reeve, 1846)
- Tenaturris epomis (Dall, 1927)
- Tenaturris fulgens (E. A. Smith, 1888)
- Tenaturris gemma (E. A. Smith, 1884)
- Tenaturris inepta (E. A. Smith, 1882)
- Tenaturris janira (Dall, 1919)
- Tenaturris merita (Hinds, 1843)
- Tenaturris multilineata (C. B. Adams, 1845)
- Tenaturris trilineata (C. B. Adams, 1845)
- Tenaturris verdensis (Dall, 1919)